# Eucithara funiculata
Eucithara funiculata é uma espécie de gastrópode do gênero Eucithara, pertencente à família Mangeliidae.